# Sandford St. Martin
Sandford St. Martin – wieś i civil parish w Anglii, w Oxfordshire, w dystrykcie West Oxfordshire. W 2011 civil parish liczyła 209 mieszkańców. Sandford St. Martin jest wspomniana w Domesday Book (1086) jako Sanford.